# Hatfield River
Der Hatfield River ist ein Fluss im Nordwesten des australischen Bundesstaates Tasmanien.

## Geografie
Der rund 31 Kilometer lange Hatfield River entspringt rund vier Kilometer südöstlich der Siedlung Surrey Hills, nordwestlich des Cradle-Mountain-Lake-St.-Clair-Nationalparks und fließt zunächst nach Westen, bis er bei der Siedlung Hatfield den Murchison Highway unterquert. Dort wendet er seinen Lauf nach Südwesten, durchfließt die Hatfield River Forest Reserve und bildet etwa fünf Kilometer östlich des Mount Ramsay zusammen mit dem Coldstream River den Huskisson River.